# Yeditepe Eagles
Gli Yeditepe Eagles sono una squadra di football americano di Istanbul, in Turchia.

## Dettaglio stagioni

### Tornei nazionali

#### Campionato

##### 1. Lig
| Stagione | regular season | regular season | regular season | regular season | regular season | regular season | playoff | playoff | playoff | playoff | playoff | playoff    | playoff    |
|          | Vin            | Par            | Per            | Tot            | PF             | PS             | Vin     | Per     | Tot     | PF      | PS      | risultato  | avversaria |
| -------- | -------------- | -------------- | -------------- | -------------- | -------------- | -------------- | ------- | ------- | ------- | ------- | ------- | ---------- | ---------- |
| 2013-14  | 2              | 0              | 5              | 7              | 185            | 168            | -       | -       | -       | -       | -       | -          | -          |
| 2017     | 4              | 0              | 3              | 7              | 115            | 110            | 0       | 1       | 1       | 16      | 17      | Semifinale | Koç Rams   |
| 2018     | 0              | 0              | 7              | 7              | 0              | 7              | -       | -       | -       | -       | -       | -          | -          |
| 2020     | 1              | 0              | 0              | 1              | 43             | 0              | -       | -       | -       | -       | -       | -          | -          |
| Totale   | 7              | 0              | 15             | 22             | 343            | 285            | 0       | 1       | 1       | 16      | 17      |            |            |

Fonti: Enciclopedia del Football - A cura di Massimo Mezzetti

##### 2. Lig
| Stagione | regular season | regular season | regular season | regular season | regular season | regular season | playoff | playoff | playoff | playoff | playoff | playoff   | playoff             |
|          | Vin            | Par            | Per            | Tot            | PF             | PS             | Vin     | Per     | Tot     | PF      | PS      | risultato | avversaria          |
| -------- | -------------- | -------------- | -------------- | -------------- | -------------- | -------------- | ------- | ------- | ------- | ------- | ------- | --------- | ------------------- |
| 2019     | 4              | 0              | 0              | 4              | 236            | 6              | 2       | 0       | 2       | 75      | 22      | Campioni  | Hacettepe Red Deers |
| Totale   | 4              | 0              | 0              | 4              | 236            | 6              | 2       | 0       | 2       | 75      | 22      |           |                     |

Fonti: Enciclopedia del Football - A cura di Massimo Mezzetti

### Riepilogo fasi finali disputate
| Anno           | Luogo | Evento | Fase del torneo | Incontro                              | Risultato |
| 27 maggio 2017 |       | 1. Lig | Semifinale      | Koç Rams - Yeditepe Eagles            | 17 - 16   |
| 7 luglio 2019  |       | 2. Lig | Finale          | Yeditepe Eagles - Hacettepe Red Deers | 19 - 16   |

## Palmarès
- 1 2. Lig (2019)